# Línea B5 (AUVASA)
La línea B5 de AUVASA es una línea nocturna de autobús que presta servicio entre Valladolid y La Cistérniga, a través del barrio de Pajarillos y el Páramo de San Isidro. Circula en viernes, sábados y vísperas de festivos.

## Frecuencias
| DÍA                           | LUGAR DE SALIDA          | HORARIOS DE SALIDA        |
| ----------------------------- | ------------------------ | ------------------------- |
| Viernes y vísperas de festivo | LA CISTÉRNIGA            | 22:30, 23:30, 1:30 y 2:30 |
| Viernes y vísperas de festivo | DUQUE DE LA VICTORIA, 23 | 23:00, 1:00, 2:00 y 3:00  |

## Paradas
| Hacia La Cistérniga                             | Hacia Duque de la Victoria, 23              |
| ----------------------------------------------- | ------------------------------------------- |
| C/ Duque de la Victoria 23 esq. Pza. España     | Cº Yeseras Polideportivo                    |
| Pza. Fuente Dorada                              | C/ Cuesta Redonda Piscinas Municipales      |
| C/ López Gómez 13 esq. Fray Luis de León        | C/ Castillejo fte. 4-6                      |
| C/ Panaderos 2 esq. Pza. España                 | Pza. Mayor fte. 29                          |
| Pza. Cruz Verde 5                               | C/ Lucio Zumel esq. Ctra. Soria             |
| Pza. Circular 11 igl. Corazón de María          | Ctra. Soria fte. Políg. San Cristóbal       |
| C/ Cigüeña 4 igl. San Isidro                    | Pmo. San Isidro esq. Ctra. Soria            |
| C/ Cigüeña 14                                   | Pmo. San Isidro 38                          |
| Pmo. San Isidro fte. 1                          | Pmo. San Isidro 15                          |
| Pmo. San Isidro fte. 17                         | Pmo. San Isidro 1                           |
| Pmo. San Isidro fte. 38                         | C/ Cigüeña 21                               |
| Ctra. Soria esq. Carraca                        | C/ Cigüeña 1 esq. Pº San Isidro             |
| Ctra. Soria Políg. San Cristóbal                | Pza. Circular 7 esq. Industrias             |
| C/ San Cristóbal 15 esq. Ctra. Soria            | C/ Nicolás Salmerón 19 esq. Labradores      |
| Pza. Mayor 29                                   | Pza. Caño Argales                           |
| Avda. Soria esq. Diego Velázquez                | C/ Duque de la Victoria 23 esq. Pza. España |
| Avda. Julián Merino Lápice Piscinas Municipales |                                             |
| C/ Cuesta Redonda esq. Azuela                   |                                             |
| Cº Yeseras Polideportivo                        |                                             |